# Bélgica en los Juegos Olímpicos de Sapporo 1972
Bélgica estuvo representada en los Juegos Olímpicos de Sapporo 1972 por un deportista que compitió en esquí alpino.  
El portador de la bandera en la ceremonia de apertura fue el esquiador Robert Blanchaer. El equipo olímpico belga no obtuvo ninguna medalla en estos Juegos.